# 赵明信

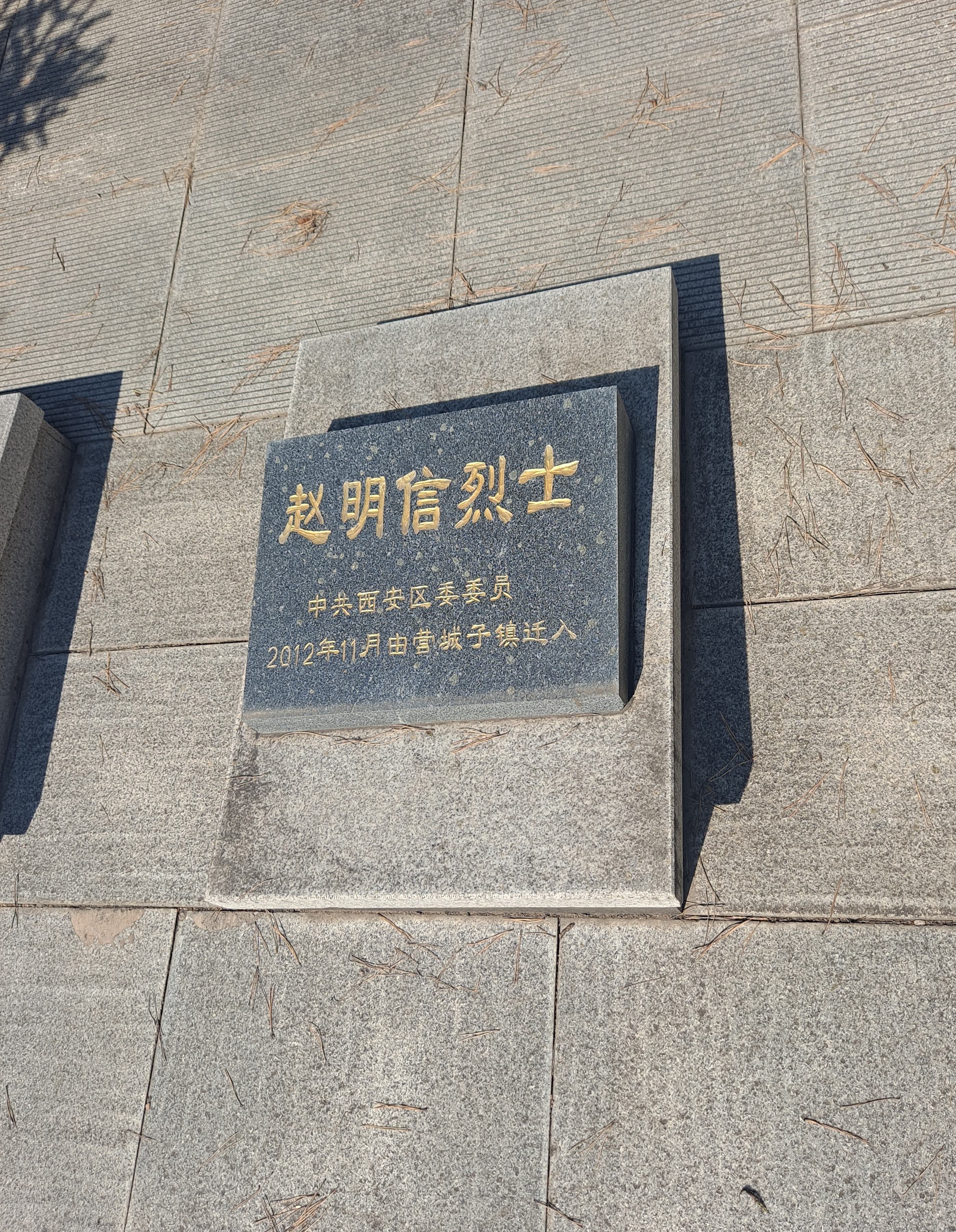
伊通革命烈士陵园内的赵明信烈士墓

赵明信（1908年—1935年12月5日），女，朝鲜族，最早在辽源地区从事抗日运动的中共女党员，1933年起历任中共磐东区委宣传部长、共青团磐石中心县组织部长、西安（今吉林省辽源市）区委组织部长等职务。:141-144:269-270

## 生平
1908年，赵明信出生于朝鲜平安北道的一个贫苦家庭，1920年随家人迁居吉林省磐石县。她的父亲是朝鲜共产党。1927年至1929年，她先后加入了朝鲜共产党“在满农民同盟”磐石支部和“在中国韩人青年同盟”，后与一名朝鲜族革命青年结婚。1930年，赵明信加入中国共产党，在中共磐石县委“农民协会”妇女部工作，是该地区首位中共女党员。同年，她的丈夫被磐石县公署逮捕杀害。:139-140:441
1931年8月，中共磐石县委改组为磐石中心县委，赵明信被调到玻璃河套工作。1932年4月，她与朝鲜族青年中共玻璃河套支部组织委员李克隆（后成为磐石游击队政治指导员）结婚。同年5月1日，她参加了磐北中心县领导的反日示威大游行，数天后又参加了“五·七蛤蟆河子大暴动”。1933年秋，她被调任中共磐东区委宣传部长。1934年，她当选共青团磐石中心县委委员，并任组织部长、团中心县巡视员兼伊通特支干事。:140-142:441-442
1934年12月25日，赵明信当选中共磐石中心县委委员，被派往中共西安（今辽源市）区委任组织部长，是最早在辽源地区从事抗日运动的中共女党员。1935年夏，为躲避西安区的大搜捕，她奉命转移到中共伊通区委。同年12月5日，赵明信与时任磐石中心县委书记金昌根等人在伊通头道沟李大房子密营遭满洲国军袭击，中弹牺牲，时年27岁。:142-144:269-270:443-444

## 家庭
赵明信与李克隆有一子李殿春。1935年11月，赵明信因工作无法带娃将儿子托付给村民李福夫妇抚养。1982年9月，李克隆在伊通县政协和史志办公室的帮助下，与儿子在黑龙江省五常县团聚。:144